# ویگر منسونیدس
ویگر منسونیدس (به انگلیسی: Wieger Mensonides) (زادهٔ ۱۲ ژوئیهٔ ۱۹۳۸) شناگر اهل هلند است.